# Valentino Bompiani
Valentino Silvio Bompiani (Ascoli Piceno, 27 settembre 1898 – Milano, 23 febbraio 1992) è stato un editore, scrittore e drammaturgo italiano.
Diresse per quasi un ventennio, dal 1953 al 1971, con attenta apertura di orizzonti, una delle poche riviste italiane di teatro, Sipario.

## Biografia

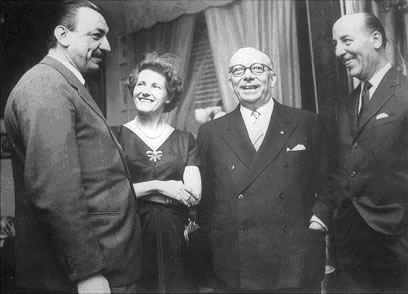
Da destra: Valentino Bompiani, Arnoldo Mondadori, Nini Bompiani e Alberto Mondadori

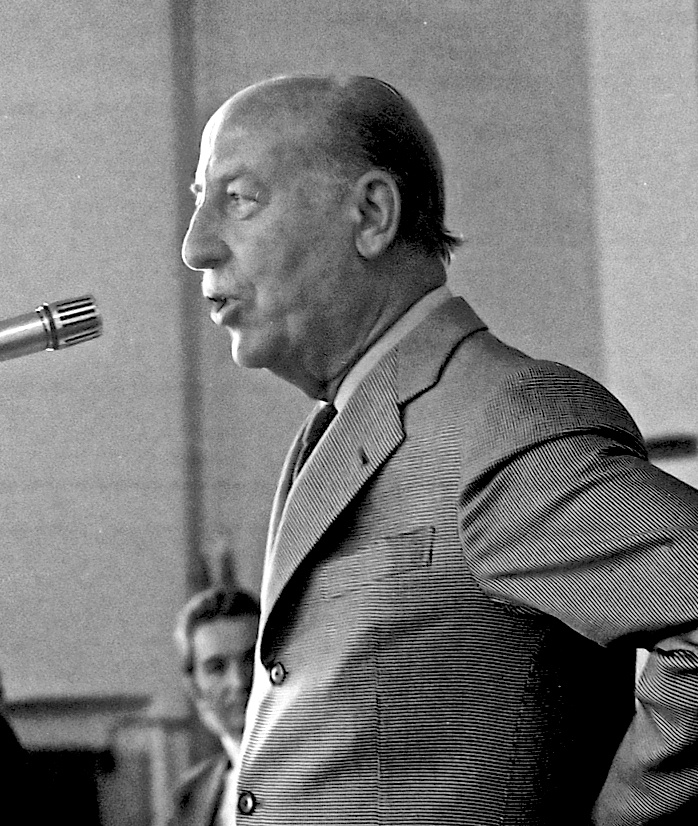
Valentino Bompiani nel 1976 mentre interviene alla riunione della Cooperativa Scrittori, Orvieto, 4 aprile

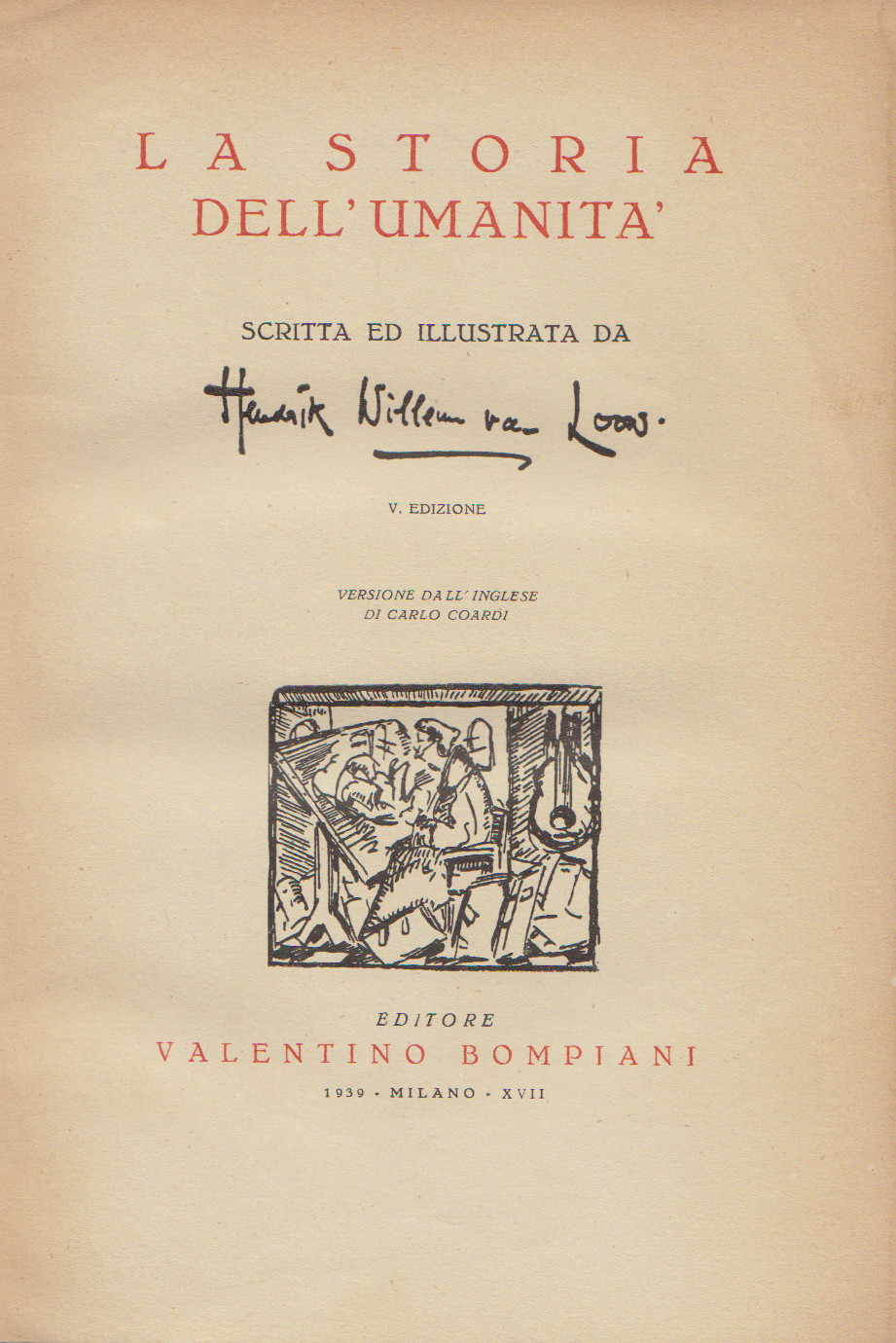
Foto del frontespizio dell'edizione Va Editore Valentino Bompiani 1939 - Milano XVII

Figlio del generale Giorgio Bompiani, nel 1929 fondò la casa editrice che porta il suo nome, rendendola nei decenni una delle più solide e sofisticate realtà editoriali in Italia. Tenne a battesimo autori come Alberto Moravia, Elio Vittorini e Umberto Eco. Si impegnò altresì a tradurre e diffondere centinaia di opere, tra cui quelle di Albert Camus, T. S. Eliot e John Steinbeck.
Negli anni del fascismo l'Italia era isolata, provinciale. Bisognava abbattere le frontiere, vedere quello che succedeva nel resto del mondo. Nacquero così, accanto alle collane letterarie, libri d'attualità, di inchiesta. La casa editrice aprì alle nuove voci di una letteratura che faticosamente cercava di sganciarsi dall'accademismo in voga in quegli anni, aprì agli scrittori europei, russi, americani di cui il regime non consentiva la pubblicazione in Italia.
Nel 1934 pubblica, col titolo La mia battaglia, la traduzione italiana del Mein Kampf di Adolf Hitler (rifiutata dalla Mondadori), proponendone numerose ristampe sino al 1943. Ancora in pieno clima di guerra ebbe inizio il progetto più ambizioso di Bompiani, l'opera che più di ogni altra ha caratterizzato la sua casa editrice: il Dizionario letterario Bompiani delle opere e dei personaggi di tutti i tempi e di tutte le letterature, che verrà completato, qualche anno dopo con il Dizionario Bompiani degli Autori. L'importanza dell'opera è stata riconosciuta con il patrocinio dell'UNESCO.
Dopo il conflitto bellico la struttura aziendale si andò consolidando con l'apporto di direttori di collana di prestigio; il catalogo si arricchì di molte nuove proposte, ma sempre conservando l'interesse a cercare di capire i mutamenti della società e della cultura e di tradurli in scelte editoriali. La casa editrice fu venduta da Valentino Bompiani nel 1972 a RCS, che a sua volta l'ha ceduta dopo l'acquisizione da parte di Mondadori. Oggi la testata fa parte del gruppo Giunti. Il fondatore scelse come "braccio destro" un giovanissimo Umberto Eco e contribuì, sia pur indirettamente, al successo del romanzo Il nome della rosa.
Attivo in campo letterario fino ad un'età avanzata, Bompiani morì a Milano il 23 febbraio 1992.

## Il gusto per il teatro
Della sua attività di editore ha dato conto in tre libri, Via privata (1971), Dialoghi a distanza (1986) e Il mestiere dell'editore (1988).
Lo stesso gusto vivissimo per la contemporaneità lo guidò nel tenace interesse che nutriva da sempre per il teatro.
Esordì come drammaturgo nel 1931 con L'amante virtuosa, orientandosi immediatamente verso un'indagine lucida e appassionata dell'inquietudine e dell'angoscia dell'uomo moderno.
Il suo esito più alto è offerto da Albertina (1945), che mostra il doloroso rifrangersi della seconda guerra mondiale sui rapporti di coppia di due giovani sposi divisi dagli eventi bellici e dai casi della vita. Le sue opere teatrali sono state raccolte nei volumi Tre commedie d'amore, Tre commedie di disamore, Tre commedie di confusione, Cappelli Editore.
Egli era solito invitare gli scrittori della sua "scuderia" e leggere loro le sue opere teatrali al fine di avere la loro opinione. Riteneva infatti le critiche altrui estremamente costruttive.

## Opere teatrali
Tre commedie d'amore
- L'amante virtuosa
- Albertina
- Lamento d'Orfeo

Tre commedie di disamore
- La conchiglia all'orecchio
- Paura di me
- Anche i grassi hanno l'onore

Tre commedie di confusione
- La domenica si riposa
- Teresa-Angelica
- Spigola